# Shut It Down (bài hát)
"Shut It Down" là một bài hát của nam ca sĩ nhạc rap người Mỹ gốc Cuba Pitbull hợp tác với nam ca sĩ Akon. Đây là đĩa đơn thứ tư từ Rebelution, album phòng thu thứ tư của Pitbull. Một phiên bản khác của ca khúc còn có sự góp giọng của Akon và thêm cả Clinton Sparks.

## Video âm nhạc
Video âm nhạc cho "Shut It Down" được đạo diễn bởi David Rousseau.

## Xếp hạng
Vào tuần lễ ngày 19 tháng 12 năm 2009, "Shut It Down" ra mắt trên bảng xếp hạng Billboard Hot 100 tại vị trí #85. Vào tuần sau đó ca khúc đã ngoi lên đạt vị trí #83. Vị trí cao nhất của ca khúc trên bảng xếp hạng này là #42.
Tại Anh, vào tuần lễ ngày 6 tháng 2 năm 2010, "Shut It Down" đã đạt được #33 trên bảng xếp hạng UK Singles Chart, đây cũng là vị trí cao nhất của ca khúc trên bảng xếp hạng này. Tuần lễ trước đó, ca khúc đã đạt được vị trí #13 trên bảng xếp hạng UK R&B Chart.
| Bảng xếp hạng (2009-10)            | Vị trí cao nhất |
| ---------------------------------- | --------------- |
| Úc (ARIA)                          | 18              |
| Áo (Ö3 Austria Top 40)             | 35              |
| Bỉ (Ultratop 50 Flanders)          | 19              |
| Bỉ (Ultratop 50 Wallonia)          | 23              |
| Canada (Canadian Hot 100)          | 23              |
| Phần Lan (Suomen virallinen lista) | 10              |
| Pháp Download (SNEP)               | 50              |
| Đức (GfK)                          | 30              |
| Ireland (IRMA)                     | 30              |
| New Zealand (Recorded Music NZ)    | 25              |
| Thụy Điển (Sverigetopplistan)      | 34              |
| Thụy Sĩ (Schweizer Hitparade)      | 41              |
| Anh Quốc (OCC)                     | 33              |
| Anh Quốc R&B (OCC)                 | 13              |
| Hoa Kỳ Billboard Hot 100           | 42              |
| Hoa Kỳ Pop Airplay (Billboard)     | 29              |
| Hoa Kỳ Hot Rap Songs (Billboard)   | 17              |
| Hoa Kỳ Hot Latin Songs (Billboard) | 44              |
| Hoa Kỳ Latin Pop Songs (Billboard) | 23              |

### Xếp hạng cuối năm
| Bảng xếp hạng (2010)     | Vị trí |
| ------------------------ | ------ |
| Australian Singles Chart | 99     |